# Владимир Антовић
Владимир Антовић (Косовска Митровица, 1974) је српски сликар.

## Биографија
Рођен је 1974. године у Косовској Митровици. Дипломирао је сликарство на Факултету ликовних уметности Универзитета уметности у Београду у класи професора Јована Сивачког 1998. и магистрирао код истог професора 2001. Био је оснивач и члан „Керозин уметничке групе” 1997—1999. Самостално је излагао на магистарској изложби у галерији Студентског културног центра Београд 2001, изложби слика у Модерној галерији Лазаревац 2007. и изложби слика у Отклон атељеу Београд 2009. године. Учествовао је на групним изложбама „Керозин уметничке групе” у Хајату 1997. и 1998, Трећем бијеналу младих у Вршцу 1998. и Ликовној колонији Јаловик 2004. године. Добитник је награда Факултета ликовних уметности у Београду за мозаик 1997. и сликарство 1998. Члан је Удружења ликовних уметника Србије од 2004. године. Радио је на сценографијама телевизијских продукција 2015—2018. Излагао је на више групних изложба 2022—2023. у сарадњи са Историјским музејом Србије.